# Publius Coelius Balbinus
Publius Coelius Balbinus Vibullius Pius war ein römischer Politiker und Senator des 2. Jahrhunderts.
Über Balbinus ist kaum etwas bekannt. Wahrscheinlich stammte er aus der Baetica (Südspanien). Vermutlich war Publius Coelius Apollinaris, Suffektkonsul im Jahr 111, sein Vater und Publius Coelius Apollinaris, ordentlicher Konsul im Jahr 169, sein Sohn. Während seiner militärischen Laufbahn war er Tribunus militum der Legio XXII Primigenia. Balbinus wurde im Jahr 137 ordentlicher Konsul. Inschriften aus Dalmatien nennen Balbinus, aber allem Anschein nach war er kein Statthalter, sondern privater Grundbesitzer.